# Elettrotreno FS ETR.600
L'ETR.600 è un elettrotreno ad assetto variabile (Pendolino) del parco rotabili Trenitalia, progettato e costruito da Alstom.
La parte stilistica, ergonomica e lo studio degli ambienti interni è ad opera dell'azienda di progettazione Italdesign Giugiaro.
La piattaforma utilizzata, denominata dal costruttore Nuovo Pendolino, è declinata in diversi gruppi destinati a imprese ferroviarie europee e cinesi.

## Storia

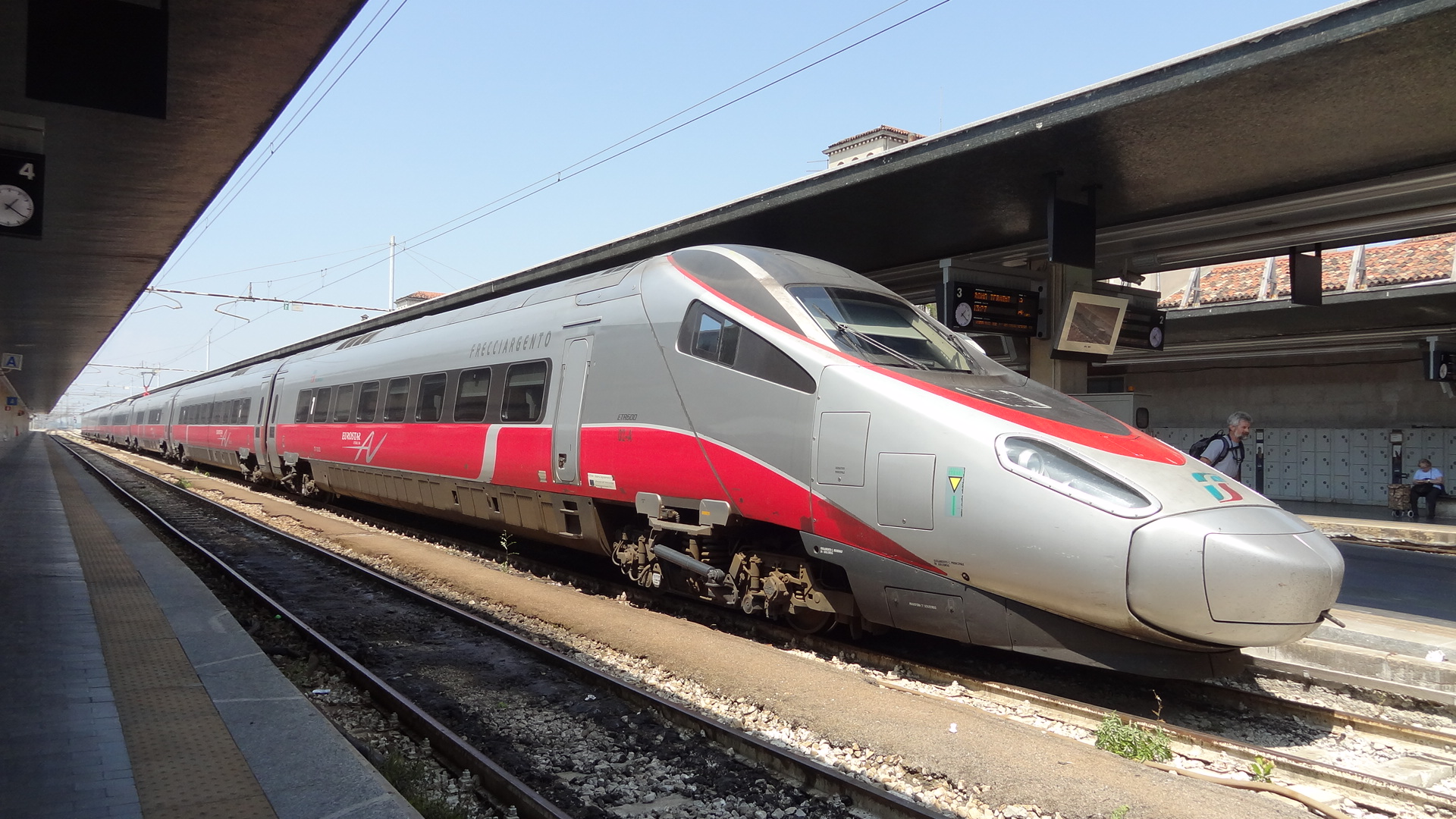
ETR.600 nella livrea Frecciargento d'origine

Il treno è stato sviluppato a partire dal 2004 come evoluzione della filosofia progettuale a sistema attivo di inclinazione della cassa dei treni della precedente famiglia Pendolino e venne acquistato in 12 esemplari dalle società Trenitalia in una commessa congiunta rispetto a quella coeva, ordinata dalla allora impresa Cisalpino, di 14 treni simili.
I primi treni furono consegnati nel 2007 ed entrarono in servizio sulla linea Roma-Bari con una percorrenza fissata in 3 ore e 59 minuti e sulla Roma-Reggio Calabria con una percorrenza di 5 ore e 14 minuti.

## Caratteristiche tecniche

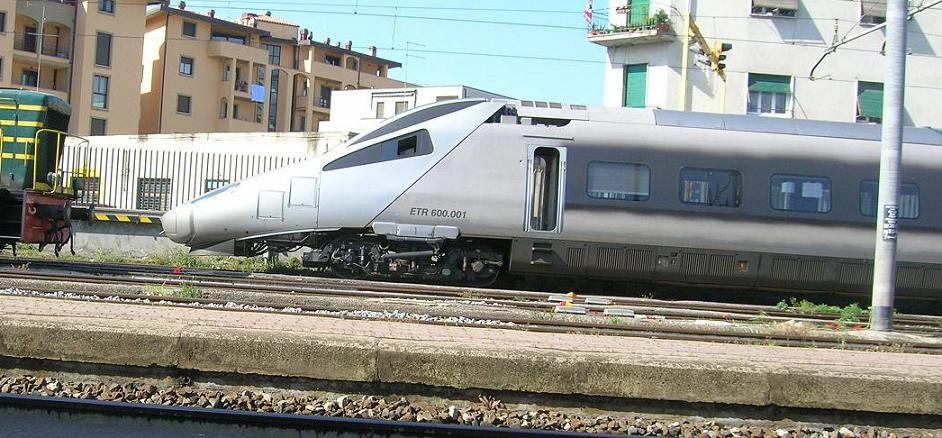
ETR.600.001 in prova alla stazione di Arezzo

L'ETR.600 è costituito da sette elementi, di cui uno, il numero 3, è per metà adibito al trasporto viaggiatori e l'altra è arredata a bar/self service. In tale elemento si trova anche il compartimento del capotreno.
L'alimentazione è politensione/policorrente: a 3 kV a corrente continua e a 25 kV a corrente alternata a 50 Hz in modo da permetterne la circolazione sia sulle tratte ad alta velocità che sulla rete tradizionale.
Il rotabile è attrezzato di sistema ERTMS e SCMT ed è in grado di essere guidato da un solo macchinista. La cabina di guida dispone di una poltrona di guida fissa, alla quale si affianca uno strapuntino allo scopo di ospitare in cabina anche un agente sussidiario qualora necessario.
L'ETR.600 può raggiungere la velocità massima di 280 km/h; sulle linee AV/AC italiane può però circolare a una velocità massima commerciale di 250 km/h.
Il convoglio è munito di gancio automatico fisso: il musetto è retrattile a comando scoprendo il gancio automatico e permette l'accoppiamento in multiplo di due convogli senza l'intervento di un manovratore a terra. In questo modo sono possibili composizioni multiple per eventuali servizi con tratte comuni.
Su tutti i convogli ETR.600 la numerazione dei posti a sedere è stata modificata rispetto a quella originaria, con posti suddivisi in file (in prima classe A, B, D; in seconda A, B, C, D). Tale numerazione non varia in base alla carrozza ad eccezione di quelli presenti in carrozza 3, in quanto metà di questa carrozza è occupata dal Bar di bordo e i posti sono quindi la metà rispetto a quelli vendibili nelle altre carrozze.
La piattaforma di questa nuova versione di Pendolino è servita da base anche per lo sviluppo degli ETR.610, che si differenziano dagli ETR.600 per un diverso allestimento interno e per l'equipaggiamento policorrente, indispensabile per circolare sia sulla rete ferroviaria italiana (alimentata a 3 kV in corrente continua) che su quella svizzera (alimentata a 15 kV in corrente alternata).

## Servizi Ferroviari

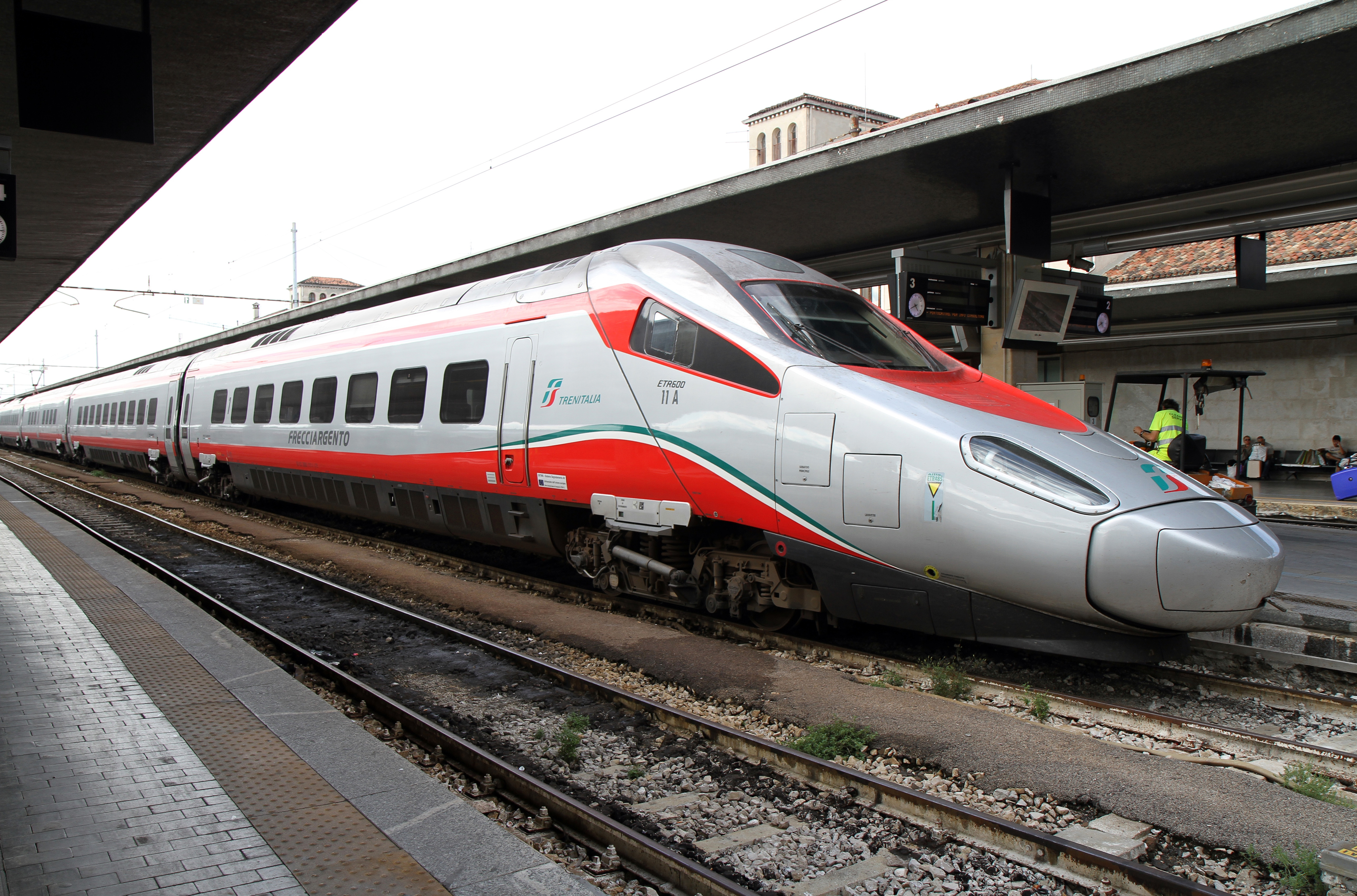
ETR.600 in servizio Frecciargento a Venezia Santa Lucia

Inizialmente dotati di una livrea basata sul grigio metallizzato, in occasione dell'entrata in servizio della nuova linea ad alta velocità Milano-Bologna, nel dicembre 2008 gli ETR.600 ricevettero le iscrizioni Frecciargento.
Nel gennaio 2022 partì il primo treno Roma-Lecce composto da 2 ETR.600 in unità multipla, raddoppiando così la capienza complessiva senza influenzare la velocità e i tempi di percorrenza.
A partire da fine maggio 2022 gli ETR.600 sono stati ripellicolati in livrea Frecciarossa, e quindi riclassificati in questa categoria nel marzo del 2023.

## Incidenti
Il 10 dicembre 2023 l'ETR.600 numero 07, mentre effettuava un servizio Frecciarossa, è retrocesso accidentalmente ed ha urtato un ETR.421 Rock che svolgeva un treno regionale, fermo al segnale nei pressi di Cosina, frazione di Faenza, lungo la linea Bologna-Ancona; nell'impatto è stata danneggiata una delle due testate del treno. Il bilancio è risultato di 17 feriti lievi.